# Час (видавництво)

Логотип видавництва

«Час» — одне з найбільших і найактивніших видавництв 1908–1920 рр. у Києві

## Історія
Одним із найпотужніших, найбільших і найактивніших центрів українського книговидання міжреволюційного періоду було видавництво «Час», що діяло в Києві в 1908—1920 роках. Василь Королів-Старий, Максим Синицький, Модест Левицький, Павло Петрушевський, Віктор Петрушевський, Михайло Орловський стали фундаторами й керівниками цього поставленого на фаховому рівні підприємства.
Тогочасний попит на українську книжку забезпечив прибутковість продукції видавництва. Це підприємство було зразком для українського книговидання у справі ведення бізнесу, адже його капітал становив тоді понад мільйон карбованців, що було для українських видавництв нечуваною річчю [1, с. 402—403]. Також «Час» спромігся придбати власну друкарню та книгарню, як, приміром, і «Друкарь», «Криниця».
Серед видань були вибрані твори українських письменників-класиків і переклади з різних мов, шкільні підручники, брошури для широкого кола читачів, кольорові поштові листівки з текстами народних пісень Амвросія Ждахи. Причому книжки часто видавали серіями чи популярними бібліотеками, чим приваблювали читачів прочитати й інші їхні видання.
У рамках благодійної акції 1910 року видавництво «Час» підготувало і випустило плакат з портретом і біографією «символу української нації — Тараса Шевченка» [2]. Накладом — нечуваним, як на той час — 100 тисяч примірників! Створили плакат видатні українські художники Іван Їжакевич та Фотій Красицький. Над текстом працювали Борис Грінченко, Сергій Єфремов, Федір Матушевський. У чому полягала суть акції в громадському житті? «Кошти, виручені від реалізації цього друку, працівники видавництва пожертвували на спорудження пам'ятника поету в Києві» [2].
Видавництво активно діяло за різних умов. Наприклад, від початку 1914 року Першої світової війни з черговим посиленням цензури й утисків проти української книги й преси «Час» існував напівлегально.
Переживши період жорсткої цензури, українське друковане слово за перших ознак її послаблення на початку XX ст., починає набирати силу. З'являється значна кількість українських видавництв і повноцінні українські періодичні видання. Завдяки ним вдалося залучити до національного життя найактивніші верстви українства. Видавництва, серед них і «Час», сформували читацьку аудиторію, виробили спеціальну українську термінологію та заклали основи формування сучасного українського правопису. Це було надзвичайно важливо напередодні майбутніх визвольних змагань українського народу.
У часи цензури 1914—1917 років книжки видавництва «Час» до читачів епізодично доходили. Зокрема підготовлену ним невелику брошуру «Життя Тараса Шевченка» 1914 року видала друкарня Першої Київської друкарської спілки. Так «Час» продовжив започатковану раніше, у благодійній акції, шевченкініану.
Починаючи з 1917 року з розвитком революційної ситуації створені видавничі організації вийшли з напівлегального становища. За тих умов стало можливим видавати свою продукцію значними накладами й розповсюджувати її серед простого народу, адже владної верхівки, яка б цензурувала чи інакшим способом контролювала би видавничу справу, не було. «Час» теж зумів скористатися моментом.
З 1917 по 1920 рік у видавництві виходив критико-бібліографічний місячник «Книгарь», фаховий у галузі видавничої справи. До нього видавці лише започатковували постійні книгознавчі розділи, приміром, часопис «Наше життя», у якому була рубрика «Книгознавство».
Про культурну цінність «Книгаря» ішлося ще в першому номері: «… Виявляється, справді пекуча потреба в спеціальному періодичному органі, який би займався виключно справами видавництва, був би спокійним і безстороннім літописом нашого письменства і давав би змогу кожному, кому близькі інтереси нашої літературної творчості, бути в курсі цієї справи» [2]. Публікації «Книгаря» містили серйозні аналітичні матеріали книговидавничої справи в Україні, яка щойно починала формуватися.
«Літописом українського письменства» в кожному номері видавці «Часу» підписували свій часопис, ілюстрований і декоративно оформлений.
Коли під натиском більшовицьких військ 2 лютого 1919 року Директорія УНР була вимушена покинути Київ, багато редакцій часописів теж вирушили шляхом евакуації спершу у Вінницю, Проскурів, а зрештою — зупинилися в Кам'янці-Подільському. Видавництво «Час» залишилося в Києві, однак постійно надавало можливу допомогу побратимам-видавцям. Того ж року воно зініціювало утворити в Кам'янці-Подільському, останній столиці, за словами очевидця Івана Огієнка, «загуканої, обманеної, із рідної хати вигнаної комуністами Української держави» [2], Фонд українських видавництв, передусім зібрати для нього потрібні кошти. Цікаву й актуальну ініціативу підтримали видавництва «Сіяч», «Вернигора», «Дзвін», «Українська школа», «Друкарь», приватне видавництво Є. Череповського — національно налаштовані та спрямовані у своїй діяльності. І згодом для Фонду надійшла немала сума — 35 тисяч гривень. Так «Час», зважаючи на свої сили, допомагав уряду подолати головну проблему після переїзду в Кам'янець-Подільський — фінансові труднощі, брак обладнання та паперу.
Уникнути закриття видавництву під час рішучих антиукраїнських кроків більшовицької влади не вдалося. Менші видавництва занепали відразу. «Час», а з ним — «Друкарь», «Дзвін», «Криниця», як потужніші та стійкіші, трималися довше, але не набагато. Статус «дорадянських» вони все одно отримали й поступово були ліквідовані. Звісно, закрили і всі залежні від видавництв структурні підрозділи — друкарні та книгарні. В останніх торгівля була розгромлена, а самі структури націоналізовані.